# Jim Matheson
James David Matheson dit Jim Matheson, né le 21 mars 1960 à  Salt Lake City, est un homme politique américain. Membre du Parti démocrate, il est élu pour l'Utah à la Chambre des représentants des États-Unis de 2001 à 2015.

## Biographie
Jim Matheson est le fils du populaire gouverneur démocrate de l'Utah Scott M. Matheson.
Il envisage de se présenter à la Chambre des représentants des États-Unis en 1998, dans la deuxième circonscription de l'Utah. Il est cependant dissuadé par Steny Hoyer, alors responsable du recrutement des candidats du Parti démocrate. Après la défaite de la candidate démocrate, il choisit de se présenter aux élections de 2000. Il est élu représentant avec 55,9 % des suffrages face au républicain Derek Smith. En 2001, la législature de l'Utah redessine les circonscriptions, son district se voit ajouter des régions républicaines pour contrebalancer le poids de Salt Lake City ; les démocrates comme certains républicains dénoncent ce gerrymandering. Il est pourtant réélu de justesse en 2002 avec 49,4 % des voix contre 48,7 % pour le républicain John Swallow. Il bat plus facilement John Swallow en 2004 avec 54,8 % des votants, puis réunit 59 % en 2006 et 63,4 % en 2008. Lors de la vague républicaine de 2010, il n'est réélu qu'avec une faible avance sur le républicain Morgan Philpot.
Son district est à nouveau redécoupé avant les élections de 2012 : les républicains de l'État modifient en profondeur sa circonscription, il choisit alors de se présenter dans le nouveau quatrième district. La circonscription est cependant toujours très favorable aux républicains. Il y affronte la républicaine Mia Love. Au mois d'octobre, la plupart des sondages donnent Mia Love en tête. Au total, environ 10,5 millions de dollars ont été dépensés dans la campagne, dont plus de 6 millions en publicité télévisées. Jim Matheson est finalement réélu avec 768 voix d'avance sur Mia Love,. Le même jour, le républicain Mitt Romney remporte 67 % des suffrages face à Barack Obama.
Le 17 décembre 2013, Jim Matheson annonce qu'il ne sera pas candidat à sa réélection en 2014,. Après la fin de son mandat, il devient consultant pour un cabinet de lobbying, Squire Patton Boggs.

## Positions politiques
Membre de la Blue Dog Coalition, Jim Matheson est un démocrate conservateur, notamment opposé à l'Obamacare,.